# Casal Jaume I de Fraga
Casal Jaume I de Fraga és un Centre Cultural fundat a Fraga el 2001 per iniciativa de l'ACPV que respon a l'objectiu i a la voluntat d'articular la societat civil de la Franja de Ponent entorn de la defensa de la llengua i la cultura catalanes. L'organització interna està formada per una Junta Gestora (integrada per membres del Casal i de la comarca), el tècnic del Casal (professional alliberat) i els voluntaris, que asseguren la viabilitat de les activitats que es programen i la seva difusió. Manté coordinació d'activitats com el Correllengua amb els Consells Locals de La Franja, amb Institut d'Estudis del Baix Cinca i l'Associació Cultural del Matarranya. També forma part de l'Observatori de la Llengua Catalana. Sovint ha denunciat haver patit atacs de grups feixistes de signe blaver.
En 2014 va promoure una carta de suport al procés independentista català i en 2015 va promoure amb la Candidatura d'Unitat Popular (CUP) la "Declaració de Ponent" per treballar per la Franja de Ponent en el marc dels Països Catalans.